# Jules de Gaultier
Jules de Gaultier   (París, 2 de juny de 1858 - Boulogne-Billancourt i Boulogne-sur-Mer, 19 de gener de 1942) va ser un filòsof francès, creador del terme Bovarisme, que s'ha passat a definir com un cert estat d'insatisfacció crònica

## Biografia
Va néixer a París el 2 de juny de 1858, on va estudiar a l'escola Saint Stanislas. Per poder subssistir va treballar molts anys al Ministeri de Finances. El 1901 es va casar amb Marie Adèle Anaïs Quennesson originaria de Martinica.
Está enterrat al cementiri de Montparnasse a París.
El seu pensament està molt influït pel de Arthur Schopenhauer, Kant i Nietzsche al que va dedicar moltes obres i articles.
Molt interessat en l'obra del novel·lista Gustave Flaubert,del que va manllevar el nom de "bovarisme" com a homenatge a l'heroïna de Flaubert, Emma Bovary.

## Obres
- Le Bovarysme, la psychologie dans l'œuvre de Flaubert (1892)
- Feuilleton philosophique, Introduction à la vie intellectuelle, "Revue blanche", IX (1895)
- De Kant à Nietzsche (1900)
- Le Bovarysme (1902)
- La Fiction universelle (1903)
- Nietzsche et la réforme philosophique (1904)
- Raisons de l'idéalisme (1906)
- La Dépendance de la morale et l'indépendance des mœurs (1907)
- Entretiens avec ceux d'hier et d'aujourd'hui. Comment naissent les dogmes (1912)
- Le Génie de Flaubert (1913)
- La Philosophie officielle et la philosophie (1922)
- La Vie mystique de la nature (1924)
- La Sensibilité métaphysique (1924)
- Nietzsche (1926)